# Institut Americà de Musicologia
L'Institut Americà de Musicologia (anglès: American Institute of Musicology, abreujat AIM) és una organització musicològica que investiga, promou i produeix publicacions sobre música antiga. Fundat el 1944 per Armen Carapetyan, l'objectiu principal de l'AIM és la publicació d'edicions modernes de composicions medievals, renaixentistes i del primer barroc i obres de teoria musical. Entre les sèries que produeix es troben el Corpus mensurabilis musicae (CMM), el Corpus Scriptorum de Musica (CSM) i el Corpus of Early Keyboard Music (CEKM). En concret, a CMM, l'AIM ha publicat les obres supervivents completes d'un nombre considerable de compositors, sobretot les obres completes de Guillaume de Machaut i Guillaume Du Fay, entre molts altres. El CSM, que se centra en la teoria musical, ha publicat els tractats d'importants teòrics com Guido d'Arezzo i Jean Philippe Rameau. L'amplitud i la qualitat de les publicacions produïdes per l'AIM constitueixen una contribució central a l'estudi, la pràctica i la interpretació de la música antiga.
Des de 1946, l'AIM publica Musica Disciplina, una revista acadèmica anual de treballs acadèmics de música antiga. Entre els musicòlegs que s'han associat especialment amb l'AIM hi ha John Caldwell, Frank D'Accone, Ursula Gunther, Charles Hamm, Albert Seay i Gilbert Reaney. L'AIM té la seu a Roma, amb oficines a Cambridge, Massachusetts.

## Història
Armen Carapetyan (1908–1992), un iranià-armeni nascut a Esfahan, es va graduar a l'American College de Teheran el 1927 i va estudiar a París i Nova York, en un moment amb Gian Francesco Malipiero. Després, Carapetyan va rebre un màster i un doctorat en musicologia per la Universitat Harvard. En aquella època, hi havia una investigació substancial dedicada a la literatura, l'arquitectura i les arts visuals dels períodes medieval i renaixentista, però relativament poc sobre la música del mateix període. Per abordar aquesta discrepància, Carapetyan va fundar l'Institut de Música Renaixentista i Barroca el 1944, amb seu a Cambridge, Massachusetts. L'organització es va fer veritablement activa l'any següent, i el 1946 va ser rebatejada com a Institut Americà de Musicologia (AIM) amb una nova seu a Roma, Itàlia. Les oficines anteriors a Cambridge es van mantenir, però, i l'AIM va establir oficines a Dallas, les publicacions de les quals es van traslladar a Hänssler-Verlag, Stuttgart el 1974. Durant els seus primers anys, l'AIM va mantenir un consell assessor de musicòlegs destacats d'arreu del món. Entre aquests erudits hi havia Willi Apel, Gustave Reese i Egon Wellesz entre molts altres; el 1949, però, Carapetyan va assumir el lideratge en solitari fins a la seva mort el 1992. Com a part del pla original de Carapetyan per incloure actuacions musicals a l'AIM, es va crear un cor de música antiga el 1947, però aviat es va dissoldre. També forma part del pla original, l'AIM va fer un curs avançat sobre música antiga als estius. El primer va ser prop de la seu a Roma, amb el segon a la Torre di Bellosguardo a Florència.

## Publicacions
L'objectiu principal de l'AIM és produir edicions modernes d'alta qualitat de composicions de música antiga i obres de teoria musical. Des de 1946, l'AIM ha produït més de 650 publicacions sobre una varietat de temes. Aquests inclouen les obres completes de dos dels primers compositors europeus més significatius, Guillaume de Machaut i Guillaume Du Fay. Altres compositors les obres supervivents dels quals han estat publicades per AIM inclouen Pierre de la Rue, Adrian Willaert, Jacob Clemens non Papa, Cipriano de Rore, Loyset Compère, Thomas Crecquillon i Romero; Les edicions modernes de famosos tractats musicals inclouen les de Guido d'Arezzo i Jean Philippe Rameau. Les sèries principals que manté l'AIM són:
- El Corpus mensurabilis musicae (CMM), editor general abans Frank D'Accone, abasta la música medieval i renaixentista. La sèrie serveix com a vehicle per a la publicació de totes les composicions supervivents de compositors específics.[8]
- El Corpus Scriptorum de Musica[9] (CSM), editor general anteriorment Gilbert Reaney, publica tractats de teoria musical existents en els seus idiomes originals,[5] generalment el llatí. En cadascuna es proporciona una introducció a l'anglès.[8]
- The Musicological Studies and Documents,[10] editor general abans Ursula Gunther,[5] consisteix en avaluacions, comentaris i estudis moderns sobre música antiga. La sèrie sovint inclou temes que no entren en l'àmbit de CMM o CSM.[8]
- Miscel·lània, creat per Carapetyan per a materials no apropiats per a altres sèries,[8] reproduint notablement el facsímil del tractat teòric de Rameau.[5]
- El Renaissance Manuscript Studies, editor general abans Charles Hamm, conté catàlegs complets de fonts de música antiga.[5]
- El Corpus of Early Keyboard Music (CEKM), editor general John Caldwell, cobreix la música de teclat fins al segle XVII i la reprodueix en notació moderna.[5]

## Musica Disciplina
El 1946, dos anys després de fundar l'AIM, Carapetyan va començar el Journal of Renaissance and Baroque Music, una revista acadèmica anual per a treballs acadèmics sobre música medieval, renaixentista i barroca primerenca. L'any següent, la revista va ser rebatejada com a Musica Disciplina (MD). Els articles de la revista inclouen anàlisis, estudis i inventari de fonts primàries relacionades amb la música antiga. La revista no fa ressenyes. Carapetyan va ser l'editor en cap de la revista fins a la seva mort el 1992. Reaney i D'Accone es van convertir llavors en coeditors, fins a la mort de Reaney el 2008, on D'Accone es va convertir en l'únic editor general fins a la seva mort el 2022. Musica Disciplina va publicar el "Manuscript Chantilly, Musee Conde 1047", informant d'unes peces amb Rodrigo de la Guitarra com autor, ja que firma Rodericus al revés i l'únic Roderic conegut d'aquesta època era ell.

### Publicacions seleccionades
- van Waesberghe, Jos Smits «The Musical Notation of Guido of Arezzo». Musica Disciplina, 5, 1951, pàg. 15–53. JSTOR: 20531824.
- Pirrotta, Nino «Marchettus de Padua and the Italian Ars Nova». Musica Disciplina, 9, 1955, pàg. 57–71. JSTOR: 20531887.
- Trowell, Brian «Faburden and Fauxbourdon». Musica Disciplina, 13, 1959, pàg. 43–78. JSTOR: 20531911.
- Bent, Margaret «Musica Recta and Musica Ficta». Musica Disciplina, 26, 1972, pàg. 73–100. JSTOR: 20532145.
- Berger, Carol «The Hand and the Art of Memory». Musica Disciplina, 35, 1981, pàg. 87–120. JSTOR: 20532236.
- Bent, Margaret «A Contemporary Perception of Early Fifteenth-Century Style; Bologna Q15 as a Document of Scribal Editorial Initiative». Musica Disciplina, 41, 1987, pàg. 183–201. JSTOR: 20532309.
- Everist, Mark «Master and Disciple: Teaching the Composition of Polyphony in the Thirteenth Century». Musica Disciplina, 58, 2013, pàg. 51–71. JSTOR: 24429413.